# Омоссола, Симон
Меджо́ Симо́н Лоти́ Омоссола́ (фр. Medjo Simon Loti Omossola; род. 5 мая 1998, Яунде) — камерунский футболист, вратарь клуба «Вита» и национальной сборной Камеруна.

## Клубная карьера
Начал карьеру в 2015 году в составе клуба «Котон Спорт». Летом 2017 года дебютировал в Лиге чемпионов КАФ. В 2020 году вратарь перешёл в конголезскую «Виту». На групповом этапе Лиги чемпионов КАФ сезона 2020/21 Омоссола совершил наибольшее количество сэйвов (23)

## Карьера в сборной
Играл за молодёжную и олимпийскую камерунские сборные. В составе национальной сборной Камеруна дебютировал 9 июня 2019 года в товарищеском матче против Замбии (2:1). По состоянию на январь 2022 года провёл за сборную 3 официальные игры.